# 杨宏
杨宏（1963年11月1日—），男，汉族，吉林通化人，中国载人航天器系统工程管理专家，中国工程院院士，国际宇航科学院院士。